# John Christensen
John Christensen (Copenaghen, 26 maggio 1922 – 6 giugno 2005) è stato un cestista e pallamanista danese.

## Carriera
Con la Danimarca disputò due edizioni dei Campionati europei (1951, 1953).